# 阿當斯冰原島峰
71°44′S 68°34′W / 71.733°S 68.567°W
阿當斯冰原島峰（英語：Adams Nunatak）是南極洲的冰原島峰，位於亞歷山大一世島東部，處於克嫩博爾崖以西10公里，該島峰以劍橋大學的數學家命名。